# Reshad de Gerus

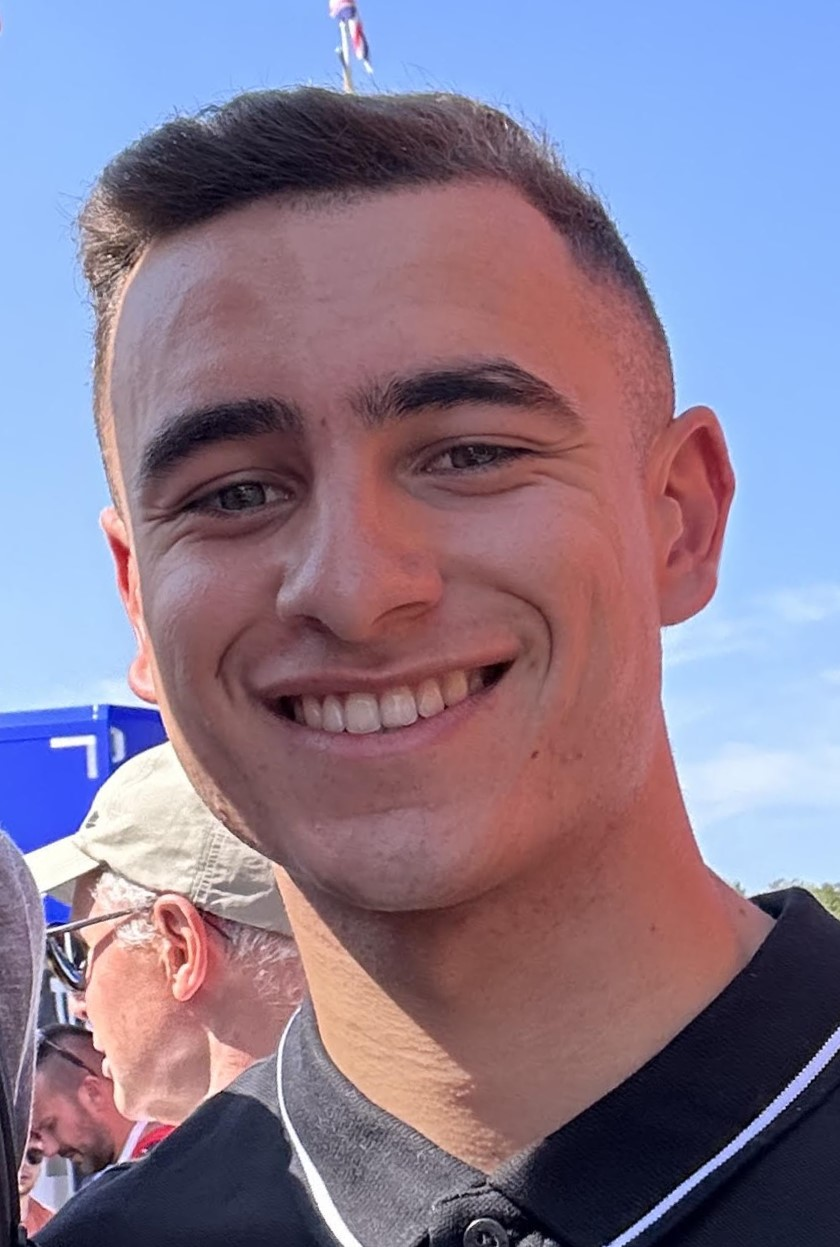
Reshad de Gerus

Reshad de Gerus (Sainte-Marie, 1 juli 2003) is een Frans autocoureur. In 2021 komt hij uit in het FIA Formule 3-kampioenschap voor het team van Charouz Racing Systems.

## Autosportcarrière
De Gerus maakte zijn debuut in het formuleracing in 2018 met zijn deelname aan het Franse Formule 4-kampioenschap. Aangezien hij nog geen zestien jaar was, kwam hij niet in aanmerking voor punten in het hoofdkampioenschap en telden zijn resultaten enkel voor de juniorklasse. In deze klasse behaalde hij vier zeges op het Circuit de Pau-Ville, het Circuit Magny-Cours, het Circuito Permanente de Jerez en het Circuit Paul Ricard. Met 299 punten werd hij tweede, op gepaste afstand van Théo Pourchaire, die 16 van de 21 races won.
In 2019 bleef De Gerus actief in de Franse Formule 4, maar kwam hij nu uit in de hoofdklasse. Hier behaalde hij opnieuw vier overwinningen op het Circuit de Pau-Ville, Spa-Francorchamps en het Circuit Magny-Cours (tweemaal) en stond hij in zeven andere races op het podium. Met 233,5 punten werd hij achter Hadrien David tweede in het kampioenschap. Aan het eind van het seizoen nam hij deel aan de FIA Motorsport Games, waarin hij in de Formule 4-klasse uitkwam voor zijn nationale team. Hij kwalificeerde zich als negende en werd tiende in de eerste race, terwijl hij in de hoofdrace als vijfde finishte.
In 2020 maakte De Gerus de overstap naar de Eurocup Formule Renault 2.0, waarin hij uitkwam voor het team Arden Motorsport. Hij kende een lastig seizoen waarin hij slechts twee keer in de top 10 wist te finishen, met een zevende plaats op het Autodromo Enzo e Dino Ferrari als beste resultaat. Met 8 punten werd hij zeventiende in het kampioenschap, als de laatste coureur die alle races reed.
In 2021 maakte De Gerus zijn debuut in het FIA Formule 3-kampioenschap, waarin hij uitkwam voor het team Charouz Racing System. Na vier raceweekenden, waarin een dertiende plaats op het Circuit de Barcelona-Catalunya zijn beste klassering was, verliet hij het kampioenschap. Hierdoor eindigde hij puntloos op plaats 28 in het klassement.